# Nahia hirsuta
Nahia hirsuta is een pissebed uit de familie Philosciidae. De wetenschappelijke naam van de soort is voor het eerst geldig gepubliceerd in 1906 door Gustav Budde-Lund.